# Дзиковец (гмина)
Дзиковец (пол. Dzikowiec) — сельская гмина (волость) в Польше, входит как административная единица в Кольбушовский повет, Подкарпатское воеводство. Население — 6646 человек (на 2005 год).

## Демография
| Перепись                       | Всего   | Всего | Женщины | Женщины | Мужчины | Мужчины |
| ------------------------------ | ------- | ----- | ------- | ------- | ------- | ------- |
| Единицы                        | человек | %     | человек | %       | человек | %       |
| Население                      | 6496    | 100   | 3172    | 48,8    | 3324    | 51,2    |
| Плотность населения (чел./км²) | 53,4    | 53,4  | 26,1    | 26,1    | 27,3    | 27,3    |

## Сельские округа
1. Дзиковец
2. Копце
3. Липница
4. Меховец
5. Новы-Дзиковец
6. Плазувка
7. Спе
8. Вильча-Воля
9. Ося-Гура

## Соседние гмины
1. Гмина Боянув
2. Гмина Цмоляс
3. Гмина Ежове
4. Гмина Кольбушова
5. Гмина Майдан-Крулевски
6. Гмина Ранижув